# علی احمدزاده

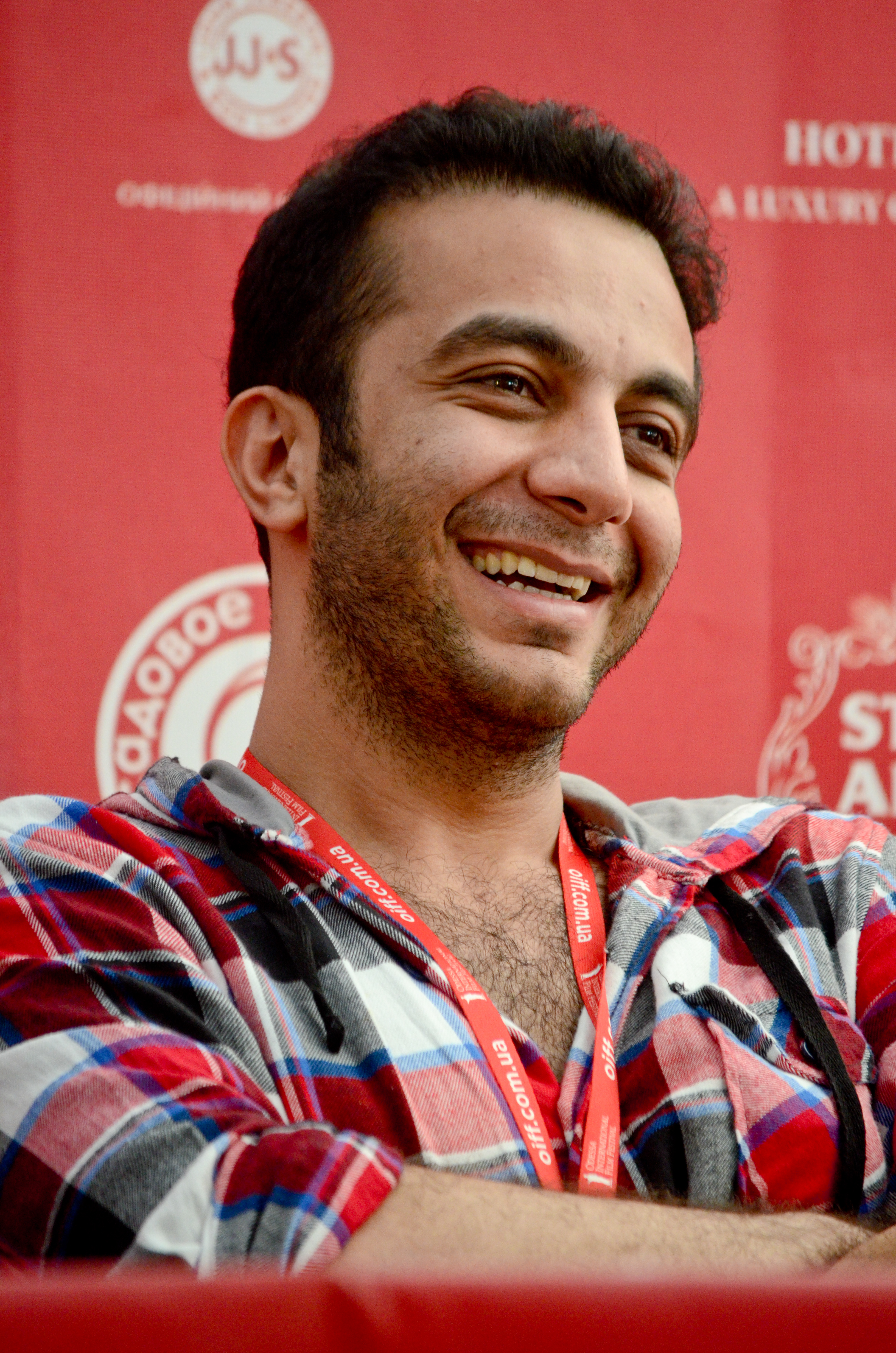

علی احمدزاده کارگردان، فیلمنامه‌نویس و تهیه‌کننده ایرانی است. برخی از فیلم‌های وی از جمله نخستین فیلم او «مهمونی کامی» (۱۳۹۱)، «مادر قلب‌اتمی» (۱۳۹۳) و «پدیده» مجوز اکران عمومی نگرفته یا توقیف شده‌اند. منطقه بحرانی آخرین فیلم علی احمدزاده است که در اولین نمایش آن در فستیوال فیلم لوکارنو جایزه یوزپلنگ طلایی را به دست آورد.

## فیلم‌شناسی
| سال  | نام فیلم      | مسئولیت  |
| ---- | ------------- | -------- |
| ۱۴۰۲ | منطقه بحرانی  | کارگردان |
| ۱۳۹۵ | پدیده         | کارگردان |
| ۱۳۹۳ | مادر قلب اتمی | کارگردان |
| ۱۳۹۱ | مهمونی کامی   | کارگردان |

## توقیف فیلم‌ها
علی احمدزاده اولین فیلم خود مهمونی کامی را در سال ۱۳۹۱ ساخت که پس از مواجه شدن با مشکل در دریافت پروانه نمایش فیلم را بدون مجوز در جشنواره‌های مختلف به اکران درآورد و نهایتاً در یک اقدام جنجالی و در واکنش به توقیف «مهمونی کامی» اقدام به انتشار نسخه با کیفیت فیلم خود در یک وبسایت پخش ویدئو کرد. فیلم دوم او مادر قلب اتمی هم با مشکلات مشابهی مواجه شد اما نهایتاً با اعمال تغییراتی در سال ۹۶ اکران شد. وضعیت فیلم سوم او پدیده نامشخص است.

## دستگیری
جمعه ۱۱ شهریور ۱۴۰۱ رادیو فردا خبر داد که علی احمدزاده دستگیر شده است. بنا بر این گزارش دلیل بازداشت این کارگردان سینمای ایران مشخص نیست با این همه او به تازگی ساخت فیلم تازه‌ای را بدون دریافت پروانه ساخت سازمان سینمایی وزارت ارشاد به پایان برده بود. علی احمدزاده پیشتر در صفحه اینستاگرامش انتقادهایی از عملکرد برخی سینماگران نزدیک به حکومت جمهوری اسلامی ایران بیان کرده بود. یکی از نوشته‌های او خطاب به ابراهیم حاتمی‌کیا با واکنش تند حامیان حکومت مواجه شد، و پس از چندی فعالیت او در اینستاگرام به دلیل فشارها متوقف شد. او همچنین پس از اعتراضات دی ۱۳۹۶ ایران به سکوت برخی سینماگران حامی حسن روحانی، رئیس‌جمهور وقت در برابر اعتراض‌ها و بازداشت و کشتار معترضان انتقاد کرده و نوشته بود: «آیا هنرمندان تبلیغاتچی نمایندگان اصلاح‌طلب هستند؟»
او پس از آزادی، صحنه‌ای از یک زن بی‌حجاب در فیلم آخر خود را در توییتر منتشر کرد و از مردم خواست عقب ننشیند.